# უ
Uni (asomtavruli ႭჃ, sau Ⴓ, nuskuriⴍⴣ, sau ⴓ, mkhedruli უ, mtavruli Უ) là chữ cái thứ 23 trong bảng chữ cái Gruzia.
Trong hệ thống chữ số Gruzia, უ có giá trị là 400 cùng giá trị với ჳ.
უ thường đại diện cho nguyên âm tròn môi sau đóng Lỗi Lua trong Mô_đun:IPA tại dòng 52: invalid option '%T' to 'format'., giống như cách phát âm của ⟨oo⟩ trong "boot".

## Chữ cái
| asomtavruli | nuskuri | mkhedruli |
| ----------- | ------- | --------- |
|             |         |           |

## Mã hóa máy tính
| asomtavruli | nuskuri | mkhedruli |
| ----------- | ------- | --------- |
| U+10B3      | U+2D13  | U+10E3    |

## Chữ nổi
| mkhedruli |
| --------- |
|           |